# Nyssa talamancana
Nyssa talamancana är en kornellväxtart som beskrevs av B.E. Hammel och N.A. Zamora. Nyssa talamancana ingår i släktet Nyssa och familjen kornellväxter. Inga underarter finns listade i Catalogue of Life.